# U.S. National Championships 1901
Gli U.S. National Championships 1901 (conosciuti oggi come US Open) sono stati la 21ª edizione degli U.S. National Championships e terza prova stagionale dello Slam per il 1901. I tornei maschili si sono disputati al Newport Casino di Newport, quelli femminili e il doppio misto al Philadelphia Cricket Club di Filadelfia, negli Stati Uniti.
Il singolare maschile è stato vinto dallo statunitense William Larned, che si è imposto sul connazionale Beals Wright in quattro set col punteggio di 6–2, 6–8, 6–4, 6–4. Il singolare femminile è stato vinto dalla statunitense Elisabeth Moore, che ha battuto in finale in cinque set la connazionale Myrtle McAteer. Nel doppio maschile si sono imposti Holcombe Ward e Dwight Davis. Nel doppio femminile hanno trionfato Juliette Atkinson e Myrtle McAteer. Nel doppio misto la vittoria è andata a Marion Jones, in coppia con Ray Little.

## Seniors

### Singolare maschile
William Larned ha battuto in finale  Beals Wright con il punteggio di 6–2, 6–8, 6–4, 6–4.

### Singolare femminile
Elisabeth Moore ha battuto in finale  Myrtle McAteer con il punteggio di 6–4, 3–6, 7–5, 2–6, 6–2.

### Doppio maschile
Holcombe Ward /  Dwight Davis hanno battuto in finale  Leo Ware /  Beals Wright con il punteggio di 6–3, 9–7, 6–1.

### Doppio femminile
Juliette Atkinson /  Myrtle McAteer hanno vinto la finale per abbandono della coppia  Marion Jones /  Elisabeth Moore.

### Doppio misto
Marion Jones /  Ray Little hanno battuto in finale  Myrtle McAteer /  Clyde Stevens con il punteggio di 6–4, 6–4, 7–5.